# 张欣欣 (吉林)
张欣欣（1957年12月—），男，吉林怀德人，中国热物理专家，曾任北京科技大学校长。

## 生平
1982年毕业于北京钢铁学院冶金炉专业；1984年取得北京钢铁学院冶金热工及热能利用专业硕士学位，后留校任教；1992年获得法国洛林理工学院（今洛林大学）工程热物理专业博士学位，并在该校从事博士后研究工作。
1994年任北京科技大学热能工程系系主任；2000年任北京科技大学机械工程学院院长。2004年6月任北京科技大学副校长。2013年至2018年任北京科技大学校长。